# Beni Khedache
Beni Kedache o Beni Khedèche o Beni Khedech (àrab: بني خداش, Banī Ḫadāx) és una ciutat de Tunísia, a la governació de Médenine, situada uns 24 km a l'oest de Médenine. És capçalera d'una delegació amb 33.340 habitants el 2004, dels quals la majoria vivien a la ciutat i la resta en altres nuclis.

## Economia
La zona és pobre en recursos agrícoles, i la ramaderia hi és limitada. No hi ha cap indústria excepte la turística, de poca importància. El turistes hi acudeixen sobretot per visitar els ksour de la zona: Ksar El Hallouf, Ksar el Djouamea, Ksar Kourikria, Ksar Kherachifta i Ksar Ouled Mahdi.

## Administració
És el centre de la delegació o mutamadiyya, amb codi geogràfic 52 53 (ISO 3166-2:TN-12), dividida en tretze sectors o imades:
- Beni-Khedech (52 53 51)
- Rahala (52 53 52)
- Eddekhila (52 53 53)
- Ouarjijene (52 53 54)
- Oued El Khil (52 53 55)
- Zghaya (52 53 56)
- El Benaina (52 53 57)
- El Fejij (52 53 58)
- El Menzela (52 53 59)
- Zammour (52 53 60)
- El Hamaïma (52 53 61)
- El Behira (52 53 62)
- Ksar El Jedid (52 53 63)

Al mateix temps, forma una municipalitat o baladiyya, amb codi geogràfic 52 12.